# ゲーム ホントにホント?
『ゲーム ホントにホント?』は、1975年4月9日から1978年3月17日までNHK総合テレビで放送されていたクイズ番組である。その後も1978年4月7日から1981年3月13日まで『ホントにホント?』と題して放送されていた。通算268回（45回+92回+131回。後述の「特集」を含む）。

## 内容
1975年3月21日（金曜） 19:30 - 20:00（日本標準時）に一度『ゲーム ホントにホント? お目見え版』と題して放送された後、同年4月にレギュラー放送を開始した。
一般からの参加者チーム×4組が出場していた視聴者参加型番組で、「○○の語源は何か?」「初日の出の時刻がもっとも早いのは、根室、東京、沖ノ鳥島、沖縄のうちのどこか」「▲▲のことを、漢字で★★と書くのはどうしてか?」などといった雑学系の問題が多く出題され、レギュラーパネラー4人は単に解答を述べるだけでなく、解答にまつわる事情や理由付けなどを、もっともらしい口調で語り、出場チームはそれらの中からどれが正解なのかを推理して当てる。当てた数がもっとも多い優勝チームには「ホント賞」が贈られる。この番組の進行方式は、1993年放送開始の『クイズ日本人の質問』に受け継がれた。

## 放送時間
いずれも日本標準時。
- 水曜 20:00 - 20:30（1975年4月9日 - 1976年3月31日）
- 金曜 19:30 - 19:59（1976年4月9日 - 1981年3月13日）

## 出演者

### 司会
- 相川浩（当時NHKアナウンサー） - 1975年度のみに出演。
- 中江陽三（当時NHKアナウンサー） - 相川に替わって1976年度から出演。以後は『ホントにホント?』の最終回まで出演し続けた。

### レギュラーパネラー（ホントさん）
- 1枠（ブルーさん■…水色）：高松英郎 → 浜村淳、根上淳、寺田農
- 2枠（ピンクさん■…桃色）：田坂都、新井春美、五大路子、志穂美悦子、村松英子 ほか
- 3枠（イエローさん■…黄色）：浜村淳 → 藤木悠、長門勇、荻島真一、なべおさみ、加藤武、友竹正則、河原崎長一郎、立川清登、村野武範 ほか
- 4枠（グリーンさん■…黄緑色）：根上淳 → 佐野浅夫

なお、佐野は説明の後「ハイ!これホント」と言って4人の説明を締める役割を担っていた。

## 特集
放送が金曜に移動してからは、芸能人が解答者になり、放送枠を拡大した『特集ホントにホント?』が不定期に放送されていた。
| タイトル                           | 放送日         | 放送時間（JST） | 備考                                       |
| ---------------------------------- | -------------- | --------------- | ------------------------------------------ |
| 特集ゲーム ホントにホント?         | 1977年4月29日  | 19:20 - 19:59   | 『ゲーム ホントにホント』唯一の『特集』    |
| 特集 ホントにホント?               | 1978年9月15日  | 19:20 - 19:59   |                                            |
| 特集 ホントにホント?               | 1978年12月31日 | 19:20 - 19:50   | 唯一の非拡大                               |
| 特集 ホントにホント?               | 1979年11月23日 | 19:20 - 19:59   |                                            |
| 新春特集 ホントにホント サル年大会 | 1980年1月3日   | 19:15 - 19:59   | 申年生まれ芸能人が出演。問題も「サル」関連 |

また1980年には、レギュラー放送でも芸能人が出演した事があり、6月6日放送分は「番組対抗」として、『連想ゲーム』・『連続テレビ小説 なっちゃんの写真館』・『ばらえてい テレビファソラシド』・『600 こちら情報部』出演者が参加、翌6月13日放送分では時代劇『風神の門』出演者が参加した。

## 映像の保存状況
放送当時は業務用VTRの規格が2インチで機器・テープ共に高価だったうえ、著作権法などの絡みで番組の資料保存が制約されていた事情もあり、NHKアーカイブスで公開されている番組の映像は数えるほどしかない。とはいえ、元視聴者の録画ビデオ提供などによって映像の数は増えており、2016年12月時点では放送日不明のものも含めて9本ある。放送日まで判明しているのは1975年10月29日放送分、1975年11月12日放送分、1979年9月21日放送分、1981年3月6日放送分、1981年3月13日放送分の計5本。